# Pippa Haywood
Philippa Jane "Pippa" Haywood, född 6 maj 1961 i Hatfield, Hertfordshire, är en brittisk skådespelare. 
Haywood är mest känd för sina roller i TV-serierna Chefen vet bäst! och Green Wing.

## Filmografi i urval
- 1991–1997 – Chefen vet bäst! (TV-serie)
- 2004–2006 – Green Wing (TV-serie)
- 2012–2016 – Scott & Bailey (TV-serie)
- 2016 – Pride and Prejudice and Zombies
- 2018 – Agathas gåta
- 2018 – Bodyguard (TV-serie)
- 2024 – The Regime (TV-serie)
- 2025 – Bergerac (TV-serie)